# Amina bint Abdul Halim bin Salem Nasser
Amina bint Abdul Halim bin Salem Nasser (overleden 12 december 2011) was een Saoedische vrouw die in 2011 is onthoofd op beschuldiging van hekserij. De vrouw was gearresteerd in 2009.
De executie vond plaats in de noordelijke provincie Al Jawf. Op hekserij en tovenarij staat net als op het beledigen van de islam en homofilie de doodstraf. Waarschijnlijk heeft de vrouw zich voorgedaan als gebedsgenezeres. Ze was in het jaar 2011 reeds de tweede die om het leven is gebracht op beschuldiging van hekserij.